# Bob Roll
Bob Roll (Oakland, 7 juli 1960) is een voormalig Amerikaans wielrenner en mountainbiker. Hij reed voor onder meer 7 Eleven en Motorola.
Na zijn wielercarrière werd Roll analist voor onder meer NBC Sports.

## Belangrijkste overwinningen
1985
9e etappe Coors Classic
1986
3e etappe Redlands Bicycle Classic (ploegentijdrit)
1988
3e etappe Ronde van Romandië

## Resultaten in voornaamste wedstrijden
| Jaar | Ronde van Italië | Ronde van Frankrijk | Ronde van Spanje |
| ---- | ---------------- | ------------------- | ---------------- |
| 1985 | 78e              |                     |                  |
| 1986 |                  | 63e                 |                  |
| 1987 |                  | opgave              |                  |
| 1988 | 61e              |                     |                  |
| 1989 | 114e             |                     |                  |
| 1990 |                  | 132e                |                  |
| 1991 |                  |                     |                  |
| 1992 |                  |                     |                  |

| Jaar | Milaan-San Remo | Gent-Wevelgem | Ronde van Vlaanderen | Parijs-Roubaix | Amstel Gold Race | Luik-Bast.‑Luik | Ronde van Lombardije | Eschborn-Frankfurt |
| ---- | --------------- | ------------- | -------------------- | -------------- | ---------------- | --------------- | -------------------- | ------------------ |
| 1985 |                 |               |                      |                |                  |                 |                      |                    |
| 1986 | 44e             |               |                      | 55e            |                  |                 |                      |                    |
| 1987 |                 |               |                      |                |                  | 17e             |                      | 6e                 |
| 1988 |                 |               |                      | 25e            | 64e              |                 |                      |                    |
| 1989 | 81e             | 84e           |                      | 37e            |                  |                 | 58e                  |                    |
| 1990 | 21e             |               | 61e                  | 61e            |                  | 54e             |                      |                    |
| 1991 |                 | 173e          |                      |                | 120e             |                 |                      |                    |
| 1992 |                 |               |                      |                |                  |                 |                      |                    |

## Ploegen
- 1985 –  7 Eleven-Hoonved (van 01-05 tot 31-05)
- 1985 –  Mug Root Beer (vanaf 15-06)
- 1986 –  7 Eleven
- 1987 –  7 Eleven
- 1988 –  7 Eleven
- 1989 –  7 Eleven
- 1990 –  7 Eleven
- 1991 –  Motorola
- 1992 –  Z
- 1993 –  Pro Flex Off Road (vanaf 01-06)
- 1994 –  Girvin-Pro Flex
- 1995 –  Softride-Otis Guy

Wielerploegen van Bob Roll
Alvis · Anderson · Andreu · Bauer · Bishop · Carter · Dahlberg · Hampsten · Harper · Kiefel · Lauritzen · McKinley · Roll · Tomac · Walton · Yates · Zimmermann
Andersen (tot 15/06) ·
Bezault ·
Boyer ·
Capelle ·
Casado ·
Claveyrolat ·
Colotti ·
Cornillet ·
Duclos-Lassalle ·
Gouvenou ·
Kvålsvoll · 
Lammerts ·
Lance ·
Lemarchand ·  
LeMond ·
Roll ·
Seigneur ·
Simon ·
Aubier (stagiair) ·
Bourgeot (stagiair) ·
Bricaud (stagiair) 
- Gemeinsame Normdatei: 132128047
- International Standard Name Identifier: 0000 0000 4171 7746
- Library of Congress Control Number: no96067840
- Virtual International Authority File: 61144404
- WorldCat: E39PBJrrB3QWvtg4gkMdKDMVmd